# Hirut Kassaw

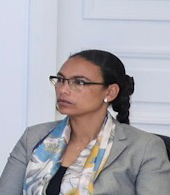
Hirut Kassaw

Hirut Kassaw (nascida em 1974) é uma professora e política etíope que lidera o Ministério da Cultura e Turismo da Etiópia desde outubro de 2018. Antes de ser ministra, Hirut actuou como professora assistente na Universidade Bahir Dar. O ministério que ela lidera recebeu um prémio da Pacific Travel Writers Association (PATWA). Ela também ganhou o prémio de "Melhor Ministro do Turismo".
Hirut começou a leccionar na Tulubolo High School, na zona sudoeste de Shoa. Ela serviu como professora por 25 anos em diferentes partes da Etiópia, Woliso, Injibara e Sebeta. Ao concluir o seu mestrado na Bahir Dar University, ela tornou-se professora de língua amárica. Depois de servir por quatro anos, ela deixou a Bahir Dar University e ingressou na Addis Ababa University para seguir o seu doutorado em filosofia.

## Carreira
Hirut servia como chefe do Departamento Nacional de Cultura e Turismo do Estado Regional de Amhara quando foi nomeada para o Ministério que ela lidera desde outubro de 2018.

## Prémios
O Ministério da Cultura e do Turismo, que ela lidera, foi premiado pela Pacific Travel Writers Association (PATWA) na International Tourism Bourse (ITB) em Berlim em 2020. Ela também foi premiada como "Melhor Ministra do Turismo de 2019", da Fundação Street of Gold.
 